# Dugesia sudanica
Dugesia sudanica és una espècie de triclàdide dugèsid que habita l'aigua dolça de l'oest del Sudan, Àfrica. És una espècie similar a D. didiaphragma, amb la que comparteix una capa muscular externa extra a la faringe i possiblement un doble diafragma. És considerada species inquirenda.